# Марин I
Марин I (лат. Marinus PP. I; ок. 830 — 15 мая 884) — папа римский с 16 декабря 882 года по 15 мая 884 года.

## Биография
Марин родился в Галлезе около 830 года, точная дата рождения неизвестна. Около 866 года был поставлен папой Николаем I в диаконы.
В 869 году участвовал в Четвёртом Константинопольском соборе (869—870), который осудил Фотия и восстановил на кафедре Константинополя патриарха Игнатия.
После возвращения в Италию был возведён в епископский сан. 16 декабря 882 года, после смерти папы Иоанна VIII, был избран новым папой римским.
Вскоре после избрания вернул будущему папе Формозу кардинальское звание. С восшествием Марина I на Святой Престол хорошие отношения с Византией, имевшие место в период понтификата его предшественника, вновь ухудшились, поскольку Марин был принципиальным противником Фотия, вернувшегося на константинопольскую кафедру после смерти Игнатия. Заключил союз с англосаксонским королём Альфредом Великим.
В некоторых средневековых источниках именуется не Марином, а Мартином. Те же источники именуют папу Марина II Мартином III. Это внесло ошибку в перечень римских понтификов с именем Мартин: после Мартина I следующий римский папа, принявший это имя, именовался Мартином IV.